# Asarkina silvicola
Asarkina silvicola är en tvåvingeart som beskrevs av Keiser 1971. Asarkina silvicola ingår i släktet Asarkina och familjen blomflugor.
Artens utbredningsområde är Madagaskar. Inga underarter finns listade i Catalogue of Life.